# Clement Attlee
Clement Richard Attlee, 1.º Conde Attlee (Putney, 3 de janeiro de 1883 – Londres, 8 de outubro de 1967) foi um político britânico que serviu como primeiro-ministro do Reino Unido de 1945 a 1951 e líder do Partido Trabalhista de 1935 a 1955. Foi vice-primeiro-ministro durante o governo de coalizão do tempo de guerra sob Winston Churchill, e serviu duas vezes como líder da oposição de 1935 a 1940 e de 1951 a 1955.

## Vida
Attlee nasceu em uma família de classe média alta, filho de um advogado rico de Londres. Depois de frequentar a escola pública Haileybury College e a Universidade de Oxford, ele atuou como advogado. O trabalho voluntário que realizou no East End de Londres o expôs à pobreza e suas opiniões políticas mudaram para a esquerda depois disso. Ele ingressou no Partido Trabalhista Independente, desistiu de sua carreira jurídica e começou a lecionar na London School of Economics. Seu trabalho foi interrompido pelo serviço como oficial na Primeira Guerra Mundial. Em 1919, ele se tornou prefeito de Stepney e em 1922 foi eleito Membro do Parlamento por Limehouse. Attlee serviu no primeiro governo de minoria trabalhista liderado por Ramsay MacDonald em 1924 e, em seguida, juntou-se ao Gabinete durante a segunda minoria de MacDonald (1929-1931). Depois de manter sua cadeira na derrota esmagadora do Trabalhismo em 1931, ele se tornou o vice-líder do partido. Eleito líder do Partido Trabalhista em 1935, e a princípio defendendo o pacifismo e se opondo ao rearmamento, ele se tornou um crítico do apaziguamento de Neville Chamberlain a Hitler e Mussolini na preparação para a Segunda Guerra Mundial. Attlee levou o Partido Trabalhista para o governo de coalizão em tempo de guerra em 1940 e serviu sob Winston Churchill, inicialmente como Lord Privy Seal e depois como vice-primeiro-ministro em 1942.
Após o fim da Segunda Guerra Mundial na Europa, a coalizão foi dissolvida e Attlee conduziu os trabalhistas a uma vitória esmagadora nas eleições gerais de 1945,  formando o primeiro governo de maioria trabalhista. A abordagem keynesiana de seu governo para a gestão econômica visava manter o pleno emprego, uma economia mista e um sistema muito ampliado de serviços sociais fornecidos pelo estado. Para tanto, empreendeu a nacionalização dos serviços públicos e das principais indústrias, e implementou amplas reformas sociais, incluindo a aprovação da Lei do Seguro Nacional de 1946 e Lei de Assistência Nacional, a formação do Serviço Nacional de Saúde (NHS) em 1948 e a ampliação dos subsídios públicos para a construção de casas do conselho. Seu governo também reformou a legislação sindical, as práticas de trabalho e os serviços infantis; criou o sistema de Parques Nacionais, aprovou a Lei das Cidades Novas de 1946 e estabeleceu o sistema de planejamento urbano e rural.
Na política externa, Attlee delegou a Ernest Bevin, mas supervisionou a partição da Índia (1947), a independência da Birmânia e do Ceilão e a dissolução dos mandatos britânicos da Palestina e da Transjordânia. Ele e Bevin encorajaram os Estados Unidos a assumir um papel vigoroso na Guerra Fria; incapaz de pagar uma intervenção militar na Grécia, ele pediu a Washington que se opusesse aos comunistas, estabelecendo a Doutrina Truman. Ele apoiou o Plano Marshall para reconstruir a Europa Ocidental com dinheiro americano e, em 1949, promoveu a aliança militar da OTAN contra o bloco soviético. Depois de liderar o Partido Trabalhista a uma vitória estreita nas eleições gerais de 1950, ele enviou tropas britânicas para lutar na Guerra da Coréia.
Attlee havia herdado um país à beira da falência após a Segunda Guerra Mundial e atormentado por alimentos, habitação e escassez de recursos; apesar de suas reformas sociais e programa econômico, esses problemas persistiram ao longo de seu governo, ao lado de crises recorrentes de moeda e dependência da ajuda americana. Seu partido foi derrotado por pouco pelos conservadores nas eleições gerais de 1951, apesar de ter conquistado a maioria dos votos. Ele continuou como líder trabalhista, mas se aposentou após perder a eleição de 1955 e foi elevado à Câmara dos Lordes; ele morreu em 1967. Em público, ele era modesto e despretensioso, mas nos bastidores sua profundidade de conhecimento, comportamento tranquilo, objetividade e pragmatismo provaram ser decisivos. Frequentemente classificado como um dos maiores primeiros-ministros britânicos. A reputação de Attlee entre os estudiosos cresceu, graças à sua criação do moderno estado de bem-estar e ao envolvimento na construção da coalizão contra Joseph Stalin na Guerra Fria. Ele continua sendo o líder trabalhista mais antigo da história britânica.

### Descolonização
A descolonização nunca foi um grande problema eleitoral, mas Attlee deu ao assunto muita atenção e foi o principal líder no início do processo de descolonização do Império Britânico.

#### Índia e Paquistão
Attlee orquestrou a concessão da independência à Índia e ao Paquistão em 1947. Attlee em 1928–1934 foi membro da Comissão Estatutária Indiana (também conhecida como Comissão Simon). Ele se tornou o especialista do Partido Trabalhista na Índia e em 1934 estava comprometido em conceder à Índia o mesmo status de domínio independente que o Canadá, Austrália, Nova Zelândia e África do Sul haviam recebido recentemente.

#### Birmânia e Ceilão
Attlee também patrocinou a transição pacífica para a independência em 1948 da Birmânia (Mianmar) e do Ceilão (Sri Lanka).

## Vida pessoal
Attlee conheceu Violet Millar durante uma longa viagem com amigos para a Itália em 1921. Eles se apaixonaram e logo ficaram noivos, casando-se na Christ Church, Hampstead, em 10 de janeiro de 1922. Ela morreu em 1964. Eles tiveram quatro filhos:
- Lady Janet Helen (1923–2019),[15] ela se casou com o cientista Harold Shipton (1920–2007) na Igreja Paroquial de Ellesborough em 1947.[16]
- Lady Felicity Ann (1925–2007), casou-se com o executivo empresarial John Keith Harwood (1926–1989) em Little Hampden em 1955.[17][18]
- Martin Richard, Visconde Prestwood, mais tarde 2º Conde Attlee (1927–1991), casou-se com Anne Henderson em 16 de fevereiro de 1955.[19]
- Lady Alison Elizabeth (1930–2016),[20] casou-se com Richard Davis em Great Missenden em 1952.[21]

### Visões religiosas
Embora seus pais fossem anglicanos devotos, com um de seus irmãos se tornando clérigo e uma de suas irmãs missionária, o próprio Attlee é geralmente considerado agnóstico. Em uma entrevista, ele se descreveu como "incapaz de sentimento religioso", dizendo que acreditava na "ética do cristianismo", mas não "na baboseira". Quando perguntado se era agnóstico, Attlee respondeu: "Não sei".

## Aposentadoria, honras e morte
Ao se aposentar, Attlee foi elevado à Câmara dos Lordes em 16 de dezembro de 1955. Ele assumiu o título de Conde Attlee, com o título subsidiário de Visconde Prestwood, de Walthamstow no Condado de Essex. Em 1958, Attlee, junto com vários notáveis, fundou a Homosexual Law Reform Society: esta fez campanha pela descriminalização de atos homossexuais em privado por adultos consentidos, uma reforma votada pelo Parlamento nove anos depois. Em maio de 1961, ele viajou para Washington, DC, para se encontrar com o presidente Kennedy.
Em 1962, ele discursou duas vezes na Câmara dos Lordes contra o pedido do governo britânico para que o Reino Unido se juntasse às Comunidades Europeias ("Mercado Comum"). Em seu segundo discurso, proferido em novembro, Attlee afirmou que a Grã-Bretanha tinha uma tradição parlamentar distinta dos países da Europa Continental que compunham a CE. Ele também afirmou que, se a Grã-Bretanha se tornasse membro, as regras da CE impediriam o governo britânico de planejar a economia e que a política tradicional britânica havia sido voltada para o exterior, em vez de para o continente.
Ele compareceu ao funeral de Winston Churchill em janeiro de 1965. Estava frágil naquela época e teve que permanecer sentado no frio congelante enquanto o caixão era carregado, tendo se cansado de ficar em pé no ensaio no dia anterior. Ele viveu para ver o Partido Trabalhista retornar ao poder sob Harold Wilson em 1964, e também para ver seu antigo eleitorado de Walthamstow West cair para os conservadores em uma eleição suplementar em setembro de 1967.
Attlee morreu pacificamente durante o sono de pneumonia, aos 84 anos, no Hospital Westminster em 8 de outubro de 1967. Duas mil pessoas compareceram ao seu funeral em novembro, incluindo o então primeiro-ministro Harold Wilson e o duque de Kent, representando a rainha. Ele foi cremado e suas cinzas foram enterradas na Abadia de Westminster.
Clement Attlee era Cavaleiro Companheiro da Ordem da Jarreteira desde 7 de abril de 1956; Cavaleiro da Justiça da Ordem de São João; doutor honorário em direito pela Universidade de Cambridge em 1946; doutor honorário em direito civil pela Universidade de Oxford em 1946; doutor honorário em direito pela Universidade do País de Gales em 1949; doutor honorário em direito pela Universidade de Glasgow em 1951; doutor honorário em direito pela Universidade de Nottingham em 1953; além de outros doutorados em datas desconhecidas pela Universidade do Ceilão, Universidade de Madras, Universidade de Reading, Universidade de Londres, Universidade de Aberdeen, Universidade de Hull e Universidade de Bristol. Attlee também foi nomeado para o Prêmio Nobel da Paz em 1954 por seu apoio à Liga das Nações e às Nações Unidas, e recebeu outras nomeações em 1955 e 1964, mas não teve sucesso em nenhuma ocasião.

Após sua morte, o título passou para seu filho Martin Richard Attlee, 2º Conde Attlee, e atualmente, é detido pelo neto de Clement Attlee, John Richard Attlee, 3º Conde Attlee.